# Alveolární aproximanta
Alevolární aproximanta je souhláska, která se vyskytuje v některých jazycích. V IPA se zapisuje písmenem ɹ, což je vlastně malé r, otočené o 180°. V SAMPA se zapisuje jako r\.
Obvykle se řadí mezi tzv. rhotické (erové) souhlásky.

## Charakteristika
- Způsob artikulace: aproximantní souhláska (aproximanta). Vytváří se přiblížením artikulačních orgánů, které je však menší než u frikativ, takže proudění vzduchu nevytváří tak výrazný šum.
- Místo artikulace: dásňová souhláska (alveolára). Při artikulaci se jazyk opakovaně dotýká špičkou horního dásňového oblouku.
- Znělost: Znělá souhláska – při artikulaci hlasivky vibrují.
- Ústní souhláska – vzduch prochází při artikulaci ústní dutinou.
- Středová souhláska – vzduch proudí převážně přes střed jazyka spíše než přes jeho boky (po uvolnění uzávěry).
- Pulmonická egresivní hláska – vzduch je při artikulaci vytlačován z plic.

## Výskyt
Vyskytuje se např. v některých dialektech nizozemštiny, němčiny, francouzštiny a španělštiny (zde se vyskytuje většinou tam, kde je ve spisovných formách jazyků alveolární vibranta, tj. české r) a rovněž ve většině dialektů angličtiny, ze spisovných jazyků např. ve vietnamštině (např. rơ – vyčistit) či faerštině (róður – kormidlo). V češtině se nevyskytuje.